# Quartier des Batignolles

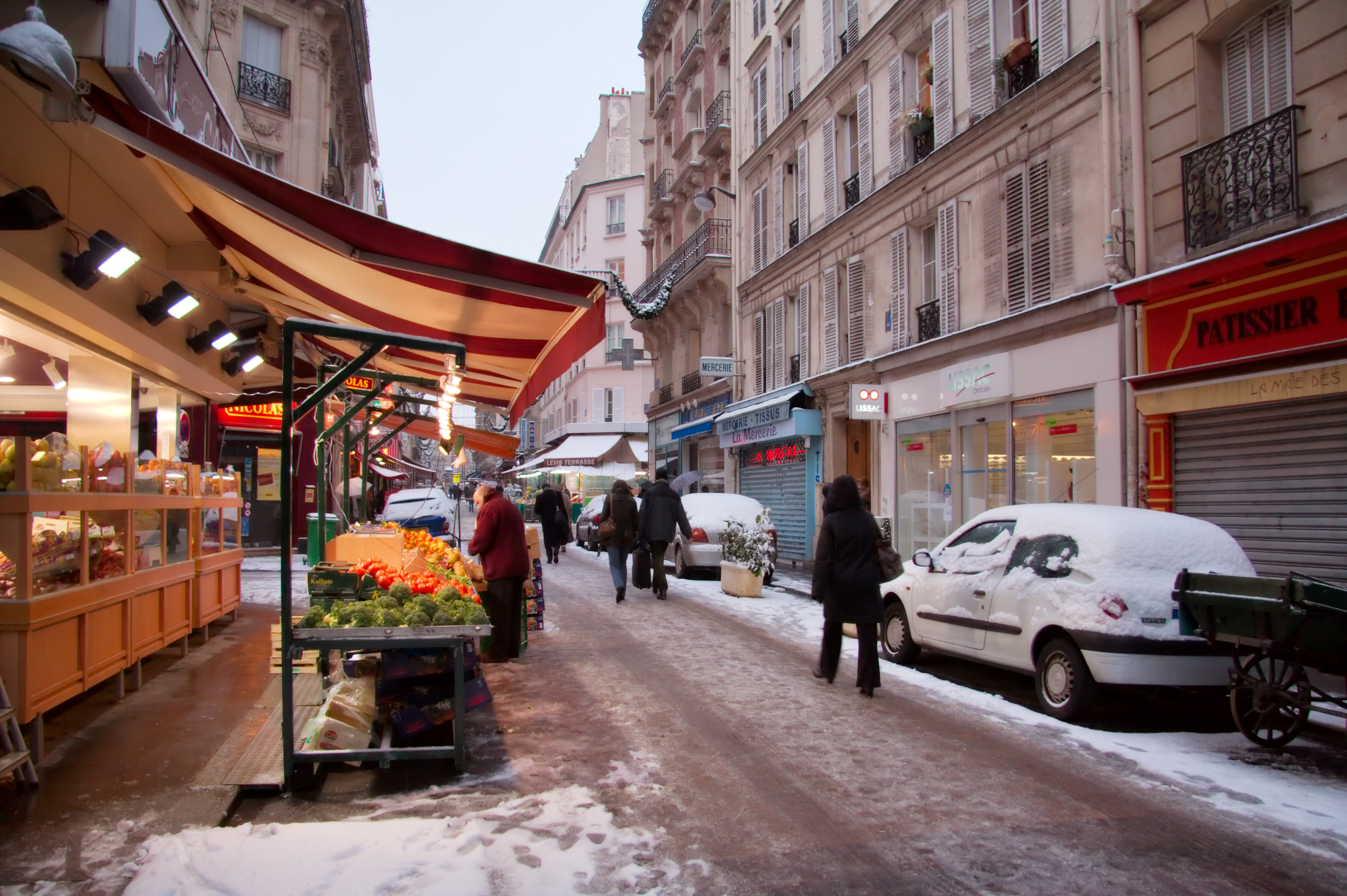
Rue de Levis

Quartier des Batignolles (čtvrť Batignolles) je 67. administrativní čtvrť v Paříži, která je součástí 17. městského obvodu. Má rozlohu 144,2 hektarů a ohraničují ji ulice Boulevard des Batignolles na jihu, Rue de Tocqueville, Rue de Lévis a Rue Cardinet na západě, Boulevard périphérique na severu a Avenue de Clichy, Rue La Condamine a Rue Lemercier na východě.

## Historie
Jméno čtvrti připomíná název bývalé vesnice Batignolles, která se původně rozkládala za hranicemi Paříže. Rozloha vesnice byla větší než je dnešní čtvrť. Její hranice sahaly až k dnešní Avenue de Saint-Ouen v sousední čtvrti Épinettes.
Původ jména Batignolles je nejasný. Název by mohl být odvozen od výrazu "bastillole-bastidiole" (označení pro malý venkovský dům) nebo z latinského "batagliona" (malá válka), neboť území sloužilo jako vojenské cvičiště.
Zdejší pozemky patřily ve středověku klášteru benediktýnek na Montmartru a také je využíval král a šlechta k lovu. Po Francouzské revoluci byly přeměněny na zemědělské statky. Vesnice byla připojena k Paříži v roce 1860. Po tomto začlenění se čtvrť stala oblíbenou obytnou čtvrtí. Tato čtvrť zaznamenala ve 2. polovině 19. století velmi aktivní kulturní život. Část mládí zde strávil básník Paul Verlaine, který studoval na soukromé škole v ulici Rue Hélène a později na lyceu Chaptal. Stéphane Mallarmé bydlel v ulici Rue de Rome a shromáždil kolem sebe uměleckou společnost. Malíř Édouard Manet a jeho přátelé ze skupiny „Batignolles“ rovněž bydleli v této čtvrti.

## Vývoj počtu obyvatel
| Rok sčítání | Počet obyvatel | Hustota zalidnění (ob./km²) |
| ----------- | -------------- | --------------------------- |
| 1954        | 58 380         | 40 485                      |
| 1962        | 54 251         | 37 622                      |
| 1968        | 49 162         | 34 093                      |
| 1975        | 44 030         | 30 534                      |
| 1982        | 40 200         | 27 878                      |
| 1990        | 38 504         | 26 702                      |
| 1999        | 38 691         | 26 831                      |